# Клифтон-Фордж
Клифтон-Фордж (англ. Clifton Forge) — город в округе Аллегейни в штате Виргиния США. По данным переписи 2020 года, численность населения составляла 3555 человек.

## Население
| 2010 | 2020  |
| ---- | ----- |
| 3884 | ↘3555 |